# Zdradzona rewolucja

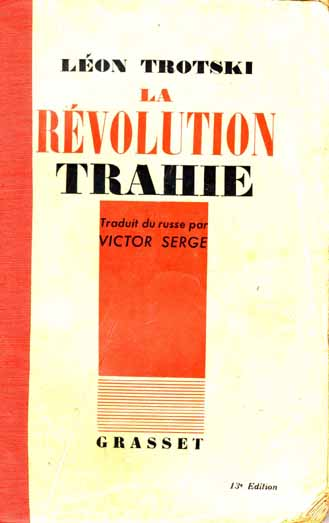
"Zdradzona rewolucja"

Zdradzona rewolucja (ros. Преданная революция) – książka Lwa Trockiego z 1937, krytyczna analiza rozwoju gospodarczego i społecznego ZSRR po dojściu do władzy Stalina. Jedna z najważniejszych prac teoretycznych ruchu trockistowskiego.

## Okoliczności powstania
Jest to ostatnia kompletna praca Trockiego, której napisanie planował od czasu wygnania ze Związku Radzieckiego. Skończył pisanie 4 sierpnia 1936. Wg intencji autora zawartych we wstępie miała być równolegle analizą radzieckiego systemu władzy, krytyką stalinizmu i zarazem podkreśleniem tych osiągnięć rewolucji październikowej, które jego zdaniem nie uległy zupełnej destrukcji. Celem publikacji pracy było także przedstawienie prognoz dalszego rozwoju Związku Radzieckiego. 
Tytuł Zdradzona rewolucja nie był dla pracy planowany. Trocki obdarzył ją jedynie podtytułem Czym jest ZSRR i dokąd zmierza. Słynny następnie tytuł powstał w czasie przekładania książki na język francuski. 

## Treść
Zdradzona rewolucja składa się z jedenastu rozdziałów. Trocki kolejno przedstawia osiągnięcia ekonomiczne Związku Radzieckiego, następnie analizuje politykę gospodarczą Stalina oraz okoliczności jego dojścia do władzy, w dalszej kolejności przedstawia życie codzienne w ZSRR i wzrost nierówności społecznych, jaki nastąpił po początkowym okresie ich niwelowania. Następnie przechodzi do analizy konstytucji radzieckiej, istoty faktycznej polityki tego państwa i panujących w nim stosunków własnościowych oraz przedstawia prognozy dla tego kraju. 
Zasadniczą tezą książki jest uznanie ZSRR za zdegenerowane państwo robotnicze, rządzone przez pasożytniczą biurokratyczną kastę partyjno-państwową. Trocki różnicuje okres rządów Lenina i Stalina, negując jakikolwiek związek między nimi oraz uważa Stalina nie za godną uwagi jednostkę, lecz za zwykłego, przypadkowego wyraziciela interesu biurokracji. Autor książki nie uznaje również biurokracji za nową, zwycięską klasę społeczną, a w prognozach widzi możliwość nowej rewolucji w ZSRR, po której miałby zatriumfować prawdziwy socjalizm. W przeciwnym razie biurokracja radziecka miała w pewnym momencie dojść do wniosku, że o wiele zgodniejsze z jej interesem są zdemontowanie resztek ustroju opartego na sprawiedliwości społecznej i restauracja kapitalizmu.

## Polityczne znaczenie i krytyka
Dzięki niezwykle szczelnej siatce tajnych agentów, która otaczała środowisko Trockiego, Stalin mógł prawdopodobnie zapoznać się z dużymi fragmentami książki, jeśli nie z całością, zanim została ona wydana. Dmitrij Wołkogonow w swojej biografii Trockiego jest zdania, że mogło to przyczynić się do wściekłości, z jaką w latach 1936-1938 rozprawiał się on z prawdziwymi lub domniemanymi trockistami w ZSRR. 
Zdradzona rewolucja pozostaje jednym z kluczowych dokumentów stanowiących podstawę trockistowskiej myśli politycznej. Zawarta w niej ocena biurokracji radzieckiej została zresztą włączona jako jeden z filarów programu IV Międzynarodówki. Do tej pory trockiści z różnych środowisk w swoich analizach politycznych powołują się na Zdradzoną rewolucję jako najlepszą prezentację roli biurokracji radzieckiej oraz jedną z nielicznych słusznych prognoz upadku ZSRR. Również badacze niezwiązani z trockizmem, jak Jerzy Wiatr i Andrzej Walicki, pozytywnie odnosili się do zawartych w książce wniosków i cenili teoretyczny dorobek Trockiego, niezależnie od ocen jego praktycznej działalności politycznej. 
Inni, jak Leszek Kołakowski, widzieli w Zdradzonej rewolucji i innych krytykujących stalinizm pracach Trockiego jedynie desperackie samooszukiwanie się, próbę wmówienia światu i samemu sobie, że stalinowski despotyzm nie miał żadnego związku z rewolucją październikową i jej politycznymi celami, a więc i z działalnością Trockiego. Nadmierny optymizm odnośnie do dalszych losów ZSRR krytykowały też niektóre środowiska nieortodoksyjnych trockistów, przede wszystkim zwolenników koncepcji Tony’ego Cliffa. 